# 博比·琼斯 (1984年)
小博比·雷·琼斯（英語：Bobby Ray Jones, Jr.，1984年1月9日—），生于加利福尼亚州康普顿，美国男子职业篮球运动员。